# Aérodrome de Kolokani
L'aéroport de Kolokani est une piste d'atterrissage desservant Kolokani, dans la région de Koulikoro, au Mali.